# 岩槻橋

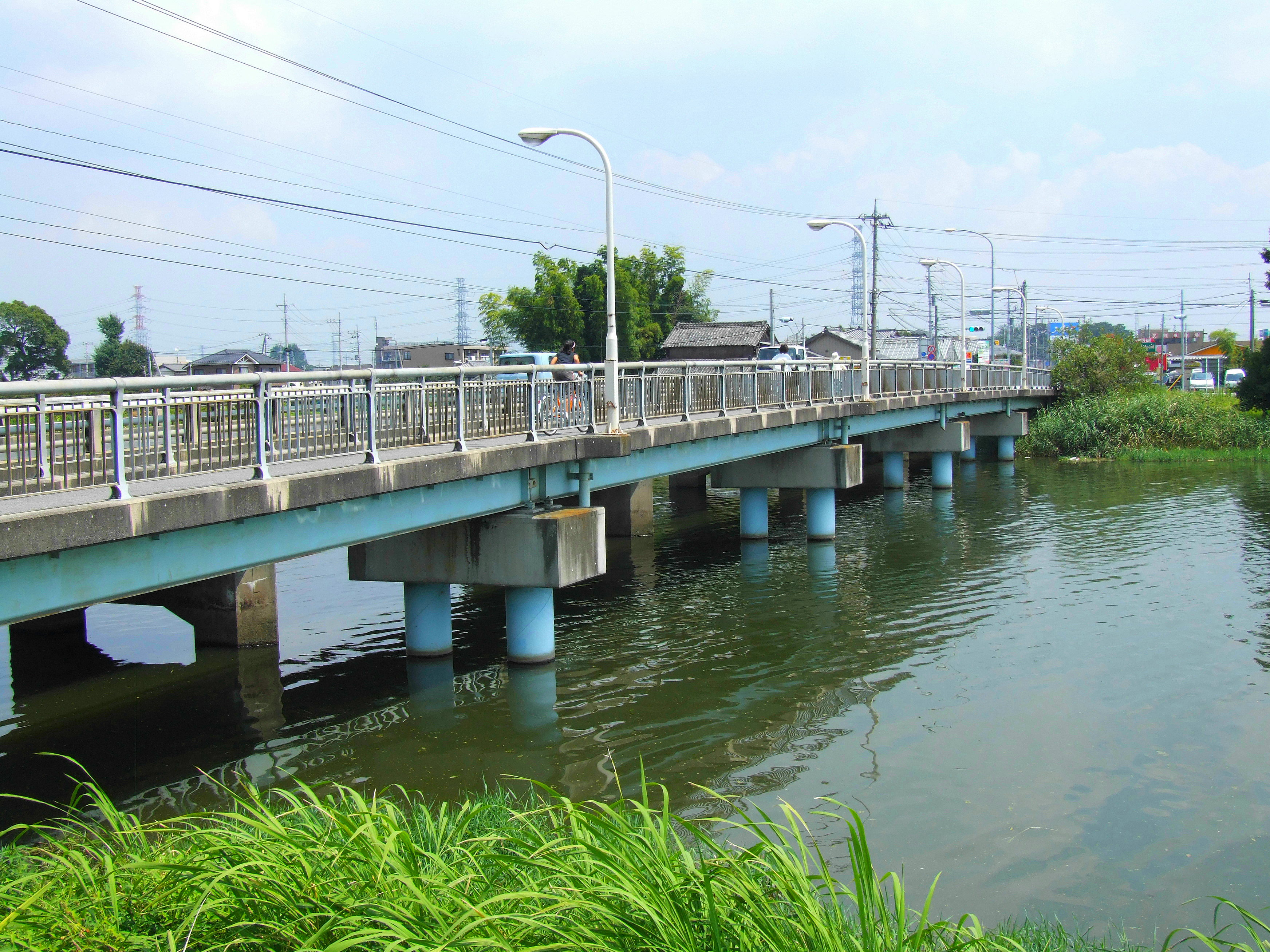
岩槻橋

岩槻橋（いわつきばし）は、埼玉県さいたま市岩槻区本丸と同南平野の間の元荒川に架かる、埼玉県道2号さいたま春日部線の道路橋である。

## 概要
かつて、岩槻橋周辺には太田橋が架かっていた。
岩槻橋は1888年（明治21年）架橋された。長さ43間1尺、幅3間2尺の木橋である。現在の橋は岩槻新道の開通により当時の金額で43,000円余の工費を掛けて1938年（昭和13年）10月着工、1941年（昭和16年）5月竣工、同年6月5日開通式が挙行された。
橋長は76メートル、  幅員は5.5メートルのRCカンチレバー桁橋である。元荒川に架かる橋の中でも古いものが現存していた。後に歩行者専用の側道橋が下流側に架橋された。

## 架け替え
岩槻橋の拡幅は都市計画道路岩槻中央通り線として都市計画決定されており、橋梁も築80年と老朽化していたことから、解体し架け替えることが決まった。2019年より事業開始し、2027年完成予定である。

## 周辺
- 岩槻城
- グリーンタウン公園
- 南平野公園
- 南平野第一公園
- 南平野第二公園
- 南平野第三公園
- 岩槻本丸公民館
- 岩槻消防署太田出張所
- 西福寺